# 飯田望
飯田 望（いいだ のぞむ、1960年7月26日 - ）は、日本の実業家。三越伊勢丹ホールディングス執行役員等を経て、ジョリーパスタ代表取締役社長を務めた。

## 人物
茨城県出身。1981年同志社大学文学部卒業、三越（現三越伊勢丹ホールディングス）入社。1995年パリ駐在事務所長。1999年ロンドン駐在事務所長。2002年イギリス三越代表取締役社長。2004年三越グループ事業本部海外事業担当ゼネラルマネジャー。
2012年イタリア三越代表取締役社長。2014年三越伊勢丹ホールディングス執行役員国内関連事業部長。2016年にゼンショーホールディングスに入社し、ビッグボーイジャパン取締役営業管理部長に就任。2017年ジョリーパスタ代表取締役社長に就任したが、同年取締役に降格するとの人事が発表され、その後降格はせずに取締役から辞任した。